# Morning Symphony Ideas
Morning Symphony Ideas jest wydanym pośmiertnie albumem studyjnym Jimiego Hendrixa. Zawiera 6 kompozycji nagranych w latach 1969 – 1970. Jest to trzecia płyta wydana przez wytwórnię Dagger Records i pierwsza studyjna.

## Lista utworów
Autorem wszystkich utworów jest Jimi Hendrix.
| Nr | Tytuł utworu           | Długość |
| -- | ---------------------- | ------- |
| 1. | „Keep on Groovin'”     | 28:05   |
| 2. | „Jungle”               | 9:04    |
| 3. | „Room Full of Mirrors” | 5:53    |
| 4. | „Strato Strut”         | 4:38    |
| 5. | „Scorpio Woman”        | 21:41   |
| 6. | „Acoustic Demo”        | 1:08    |

## Artyści nagrywający płytę
- Jimi Hendrix – gitara, śpiew
- Buddy Miles – perkusja
- Billy Cox – gitara basowa

## Źródła
- John McDermott, Morning Symphony Ideas, wyd. CD, książeczka, Dagger Records, Experience Hendrix, 2000 (ang.). Brak numerów stron w książce